# Max Eisler
Max Eisler (* 17. März 1881 in Boskowitz, Königreich Böhmen, Österreich-Ungarn; † 8. Dezember 1937 in Wien) war ein österreichischer Kunsthistoriker. Sein besonderes Interesse galt der Kunstgeschichte Wiens, der holländischen Kunstgeschichte sowie der modernen Kunst und dem zeitgenössischen Kunstgewerbe.

## Leben und Werk
Max Eisler wuchs als Sohn eines jüdischen Kaufmanns in Boskowitz in Böhmen auf; nach dem Besuch des Gymnasiums in Brünn studierte er von 1901 bis 1901 an der Universität Wien Kunstgeschichte (als Schüler von Josef Strzygowski) und Geschichte. 1904 wurde er an der Universität Wien in Geschichte promoviert. Er war danach als Lehrer an der Realschule in Iglau tätig. 1911/12 hielt er sich an den Universitäten Leiden und Utrecht auf. 1912 heiratete er Elsa Tieber und war im selben Jahr Gründungsmitglied des Österreichischen Werkbundes. 1914 habilitierte er sich an der Universität Wien und wurde dort 1915 Privatdozent, 1919 außerordentlicher Professor für neuere Kunstgeschichte.
In zahlreichen Publikationen befasste er sich mit der holländischen Kunstgeschichte und der Architektur und Wohnkultur Wiens. Für die Geschichte Wiens von Bedeutung ist besonders die Herausgabe des Historischen Atlas des Wiener Stadtbildes (1919), der erstmals eine kommentierte Sammlung der historischen Pläne von Wien in großformatigen Reproduktionen enthält. Hinzu kommen seine Faksimilewerke Das barocke Wien. Historischer Atlas der Wiener Ansichten (1925), Das bürgerliche Wien. Historischer Atlas des Wiener Stadtbildes (1926) und Das bürgerliche Wien 1770-1860. Historischer Atlas der Wiener Stadtansichten(1929). Ein weiteres Gebiet war die moderne Kunst, so publizierte er etwa zu Oskar Strnad, Josef Frank und Gustav Klimt. Ferner arbeitet er auf dem Gebiet der jüdischen Kunstgeschichte: 1910 publizierte er das Buch Von jüdischer Kunst (Josef Israels). 1924/25 redigierte er gemeinsam mit dem Schriftsteller Eugen Hoeflich und dem Architekten Josef Hahn die jüdische illustrierte Monatsschrift Das Zelt. Als regelmäßiger Mitarbeiter des Wiener jüdischen Familienblatts Menorah publizierte er über neue Synagogen in Amsterdam, Plauen, Zilina und Wien-Hietzing und über jüdische Künstler wie Jehudo Epstein, Josef Floch, Georg Merkel und Abel Pann. Seine Eindrücke von einer längeren Palästinareise 1936 beschrieb er in Lichtbildervorträgen, im Neuen Wiener Tagblatt und in der Neuen Welt. Eisler engagierte sich in zahlreichen sozialen und kulturellen jüdischen Vereinen und war Vorstandsmitglied des Ausspeisungsvereins Einheit sowie des Waisenhauses in Baden. Als Mitglied der Loge Wahrheit der B’nai B’rith hielt er regelmäßig Vorträge. Er war zudem Mitglied der Historischen Kommission der Wiener Israelitischen Kultusgemeinde, kritisierte aber deren Kunstpolitik und den Zustand des Religionsunterrichts.
Eislers Persönlichkeit verband auf einzigartige Weise orthodoxe Lebenspraxis, soziales Engagement und wissenschaftliche Arbeit in seinem Fachgebiet. Er spielte eine Rolle in der zionistischen Bewegung und war ein Förderer der Universität Jerusalem. Seine Familie flüchtete 1938 nach Süd- und Nordamerika, sein Sohn Martin Eisler (1913–1977) wurde einer der bekanntesten Möbeldesigner der brasilianischen Moderne.

## Veröffentlichungen (Auswahl)
- Beiträge zur Geschichte Brunos von Schauenburg. Dissertation Wien 1904 (gedruckt als Geschichte Brunos von Schauenburg). In: Zeitschrift des deutschen Vereines für die Geschichte Mährens und Schlesiens 8, 1904 - 12, 1908.
- Von jüdischer Kunst (Josef Israels). Ein Vortrag. Jüdischer Verlag, Köln/Leipzig 1910.
- Geschichte eines holländischen Stadtbildes (= Arbeiten des K. K. Kunsthistorischen Instituts der Universität Wien 1). Nijhoff, Den Haag 1914.
- Österreichische Werkkultur. 1916.
- Historischer Atlas des Wiener Stadtbildes. 1919.
- Gustav Klimt. 1920.
- Alt Delft. 1923.
- Das barocke Wien. Historischer Atlas der Wiener Ansichten. 1925.
- Das bürgerliche Wien. Historischer Atlas des Wiener Stadtbildes. 1926.
- Der alte Rembrandt. 1927.
- Anton Hanak. 1921.
- Otto Prutscher. 1925.
- Dagobert Peche. 1925.
- Das bürgerliche Wien 1770-1860. Historischer Atlas der Wiener Stadtansichten. 1929.
- Architekten Ing. Otto und Karl Kohn, Prag. Waldes Verlag, Bratislava 1931.
- Oskar Strnad. 1936.